# Rudolf Schindler

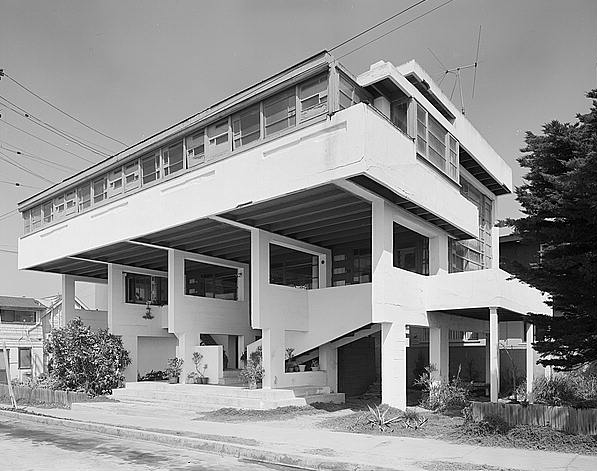
Lovell Beach House

Rudolf Michael Schindler, född 10 september 1887 i Wien i Österrike, död 22 augusti 1953 i Los Angeles i Kalifornien, var en österrikisk-amerikansk arkitekt. 
Rudolf Schindler utbildade sig till byggnadsingenjör vid Technische Hochschule i Wien mellan åren 1906 och 1911. Där fortsatte han sedan sina studier inom arkitektur och fick arkitektexamen 1913. Då hade han bland andra haft Otto Wagner och Adolf Loos som lärare, som han kom att påverkas av, liksom av studiekollegan Richard Neutra som skulle komma att bli en nära vän till Schindler under hela dennes liv.
Efter avslutad utbildning reste Schindler till USA, där han besökte New York och Chicago i syfte att hitta en praktikplats. Helst ville han arbeta på Frank Lloyd Wrights kontor, men blev nekad. Han gav dock inte upp utan försökte i tre år att övertyga Wright, som 1917 gav med sig och anställde Schindler som platsansvarig i USA då Wright under denna tid var upptagen med ett projekt i Japan. År 1920 uppstod ett bråk mellan de båda och Rudolf Schindler flyttade till Los Angeles med Sophie Pauline Gibling, som han hade gift sig med året innan. År 1921 öppnade han ett eget arkitektkontor och gav sig själv det första uppdraget att rita sig en bostad. Redan från början fick han ett antal projekt att sysselsätta sig med, där de flesta var mindre enfamiljsvillor på den amerikanska västkusten. 
Mellan 1926 och 1930 samarbetade han med Richard Neutra, men hade parallellt egna uppdrag. Det mest berömda från denna tid är Lovell Beach House i Newport Beach i Kalifornien, färdigställt 1926. Rudolf Schindler utarbetade tidigt en egen stil som var starkt influerad av modernismens ideal och stil, med konstruktioner i betong och med sparsmakade utsmyckningar. Han var också något av en pionjär inom denna stil i USA. Han experimenterade också tidigt med metoder kring modulelement, vilket annars inte började användas i stor skala förrän i mitten av 1950-talet. Han rönte dock inte någon större uppmärksamhet under sin verksamhetstid fram till sin död 1953, utan stod i skuggan av exempelvis Richard Neutra och Philip Johnson. Han blev till exempel inte representerad på den stora International styleutställningen i New York 1932, men har sedan dess omvärderats och anses idag som en av de främsta representanterna för tidig amerikansk modernism.